# Полдарк (телесериал, 1975)
«По́лдарк» (англ. Poldark) — оригинальный британский телесериал BBC, который является адаптацией одноимённой серии книг писателя Уинстона Грэма. Сериал охватывает события первых семи книг и впервые показывался в Великобритании в период с 1975 по 1977 год.

## Краткое содержание
Романтическая сага, которая рассказывает о Россе Полдарке (Робин Эллис), чья невеста — благовоспитанная красавица Элизабет (Джилл Таунсенд) — выходит замуж за его кузена Фрэнсиса (Клайв Фрэнсис). В конце концов Росс женится на служанке, невзрачной Демельзе (Ангарад Рис), однако его страсть к Элизабет продолжается годами. Действие происходит в Корнуолле конца восемнадцатого века, а сюжет вращается вокруг Росса Полдарка, который пытается восстановить свои заброшенные оловянные шахты. Жизнь трудна, контрабанда процветает, а Росс Полдарк обнаруживает себя на стороне низшего класса, противостоящим жестокости своих врагов — клану Уорлегганов и в частности Джорджу Уорлеггану (Ральф Бейтс).
Хотя главный акцент делается на Россе и Демельзе, в сериале присутствуют и другие персонажи со своей собственной историей. В первом сезоне предстаёт доктор Дуайт Энис (Ричард Морант в первом сезоне, Майкл Кадман во втором сезоне), молодой человек с прогрессивными идеями, который предпочитает лечить бедных, а не богатых. Интрижка Эниса с замужней актрисой Керен Дэниел приводит к убийству девушки собственным мужем. В конце первого сезона Дуайта очаровывает наследница Кэролайн Пенвенен (Джуди Гисон). Во втором сезоне они женятся, после того как Росс вытаскивает Дуайта из французской тюрьмы.
Во втором сезоне большую роль играет Джеффри Чарльз Полдарк (Стефан Гейтс), сын Элизабет и Фрэнсиса Полдарка. Фрэнсис тонет в подземном озере исследуя предполагаемые новые залежи меди в шахте, в которую вложился вместе с Россом. После этого Элизабет выходит замуж за врага Росса Джорджа Уорлеггана. Джеффри Чарльз напоминает своего отца и с течением времени между ним и его отчимом Джорджем Уорлегганом назревает конфликт, хотя Уорлегган относится к нему с некоторой теплотой и платит за его обучение. Джеффри Чарльз заводит дружбу с братом Демельзы, Дрейком Карном (Кевин Макнелли), которого он и его гувернантка, кузина Элизабет Морвенна (Джейн Вимарк), встречают в лесу в поместье Уорлегганов. Джеффри Чарльз играет важную роль в развитии романтических отношений Дрейка и Морвенны.
Дрейк является шурином Росса Полдарка и происходит из рабочего класса, и поэтому Джордж видит в нём неподходящего супруга для Морвенны. Джордж выдаёт Морвенну замуж за преподобного Осборна Уитворта (Кристофер Биггинс), которого она презирает. К грусти Морвенны, Дрейк сосредотачивается на кузнечном бизнесе и проводит много времени со своим братом Сэмом (Дэвид Делве), набожном методисте.
У Морвенны и Осборна рождается сын, Джон Конан, которого Морвенна не может заставить себя полюбить. В конце концов Морвенна говорит Осборну, что убьёт его сына, если он ещё хоть раз к ней прикоснётся. У Осборна завязывается роман с младшей сестрой Морвенны, Ровеллой (Джули Доун Коул). Муж Ровеллы Артур Солвей (Стивен Рейнольдс) узнаёт про неверность жены и нападает на Осборна, которого сбрасывает и тащит за собой испуганная лошадь, тем самым убивая его. Хотя Морвенна и травмирована браком с Осборном, она выходит замуж за Дрейка.
Сэм влюбляется в Эмму Трегёрлс (Труди Стайлер), которая отказывается выйти за него замуж из-за того, что его методистская конгрегация никогда не примет её. Она любит Сэма, однако знает, что её нерелигиозность и дурная репутация в конце концов породят конфликт между ним и его верой.
Тем не менее акцент остаётся на Россе и Демельзе, и сериал продолжается после кончины Элизабет Уорлегган, которая умирает после того, как рожает Джорджу дочь Урсулу. Элизабет принимает снадобье, чтобы вызвать схватки раньше срока — она хочет убедить Джорджа, что она всегда рожает детей на несколько недель раньше. Элизабет родила Валентина через восемь месяцев после своей свадьбы с Джорджем, после того как случайно упала с лестницы, что и вызвало преждевременные схватки; на самом деле она это подстроила, так как чувствовала начало схваток. Валентин является сыном Росса, зачатым за месяц до свадьбы Элизабет с Джорджем, однако Джордж долгое время остаётся в неведении об истинном отцовстве Валентина. Агата Полдарк и Пруди Пэйнтер, экономка Росса и Демельзы, обе догадываются о том, кто является отцом мальчика, и Агата открывает Джорджу правду прямо перед собственной смертью, которая происходит вследствие ярости Джорджа из-за этой информации. Элизабет умирает от гангрены, вызванной снадобьем. Когда врач спрашивает её о том, принимала ли она что-нибудь, чтобы вызвать схватки, она отвечает отрицательно, так как Уорлегган сидит рядом с ней. Позже выясняется, что Джордж знал о том, что сделала Элизабет, говоря Россу: «Вот до чего мы довели её».

## История показа и наследие
Адаптация BBC первых четырёх книг из серии «Полдарк» выходили на BBC One в 1975 и 1976 годах. Съёмки проходили в Корнуолле на протяжении восьми недель. Второй сезон, который является адаптацией следующих трёх книг, выходил в Великобритании осенью 1977 года. Всего сериал состоит из 29 серий: 16 серий в первом сезоне и 13 серий во втором.
«Полдарк» является одной из наиболее удачных британских телевизионных адаптаций всех времён. Сериал «Полдарк» был продан для трансляции более чем сорока странам Сериал имел особенный успех в США, Испании, Италии, Греции и Израиле. Видео-издание «Полдарка» стало второй самой продаваемой костюмированной драмой, уступив лишь «Гордости и предубеждению», адаптации романа Джейн Остин.
Два сезона сериала были показаны американскому зрителю в 1977—1978 годах как часть антологии «Шедевр» на канале PBS. В 2007 году в опросе зрителей PBS «Любимый сериал за последние 35 лет», сериал занял седьмое место.
В 1996 году HTV представил телеканалу ITV версию восьмого романа из серии про Полдарка — «Незнакомец из-за моря», однако сериал не был заказан. В 2008 году телеканал BBC сделал получасовую программу, называвшуюся «Создание Полдарка», как часть сериала озаглавленного «Культ воскресного вечера». У многих актёров из оригинального сериала были взяты интервью, среди которых были Робин Эллис, Ангарад Рис, Джилл Таунсенд и Ричард Морант.
В феврале 2014 года BBC объявил о начале работы над новой адаптации романов, названной также «Полдарк», премьера которого была назначена на 2015 год. Премьера сериала с Эйданом Тёрнером в роли Росса Полдарка и Элеонор Томлинсон в роли Демельзы состоялась 7 марта 2015 года на флагманском канале BBC One. Робин Эллис исполнил небольшую второстепенную роль преподобного доктора Холса.